# 科托瓦德
科托瓦德，是西班牙加利西亚自治区蓬特韦德拉省的一个市镇。 总面积135平方公里，总人口4687人（2001年），人口密度35人/平方公里。